# Abdul Samay Hamed
Abdul Samay Hamed, là thầy thuốc, nhà văn, nhà thơ, nhà báo người Afghanistan nổi tiếng về việc bênh vực quyền tự do báo chí ở nước ông.

## Cuộc đời và sự nghiệp
Hamed sinh tại tỉnh Badakhshan, Afghanistan, và tốt nghiệp bằng bác sĩ y khoa. Năm 1998 ông phải chạy trốn chế độ Taliban và sang sống lưu vong ở Đan Mạch. Năm 2002 ông trở về Afghanistan và sáng lập tạp chí "Telaya" cùng "Hiệp hội bảo vệ quyền của các nhà văn Afghanistan" (Association for the Defense of Afghan Writers' Rights).
Những bài viết của ông đã tạo ra nhiều kẻ thù đầy thế lực. Tháng 4 năm 2003 ông bị 2 người lạ mặt dùng dao tấn công ở Kabul.
Ngày 26.4.2005, ông cùng vài người khác đã đứng ra tổ chức "Hội nghị các nhạc sĩ Afghanistan" với 130 nhạc sĩ tham dự, bàn về quyền tự do ngôn luận của nhạc sĩ chống lại việc kiểm duyệt.

## Giải thưởng
- 2003: Giải Tự do Báo chí Quốc tế của Ủy ban bảo vệ các nhà báo[3].
- 2010: Giải Tucholsky của "Trung tâm PEN" Thụy Điển.